# Akrotiri (Kypr)
Akrotiri (řecky Ακρωτήρι), doslova mys, turecky Ağrotur) je obec ležící na stejnojmenném poloostrově uvnitř jedné ze dvou britských vojenských základen v Zámořském území Spojeného království Akrotiri a Dekelia (Sovereign Base Area, SBA) na Kypru. Je jedinou vesnici v západní z obou vojenských základen, kde žije větší počet civilistů - v roce 2011 to bylo 870 osob. Obec se nachází v západní části poloostrova Akrotiri a jihozápadně od Limassolského slaného jezera, v nejjižnějším bodě ostrova Kypr. Na východ, jih a západ obklopuje vesnici Středozemní moře.
V obci jsou dva malé kostely, zasvěcené svatému Kříži a svatému Jiří. Na jih od obce se nachází místo s názvem Kurias nebo Kouria (řecky Κουριά) s ruinami antického osídlení.

## Klášter svatého Mikuláše
Dva kilometry na východ od vesnice se nachází klášter svatého Mikuláše (řecky Άγιος Νικόλαος των Γατών, anglicky Saint Nicholas of the Cats), který je obklopen poli a olivovými háji.

### Historie
Oblast Akrotiri byla obývána již od starověku. Oblast okolo Aetokremmosu byla prvním místem na Kypru obývaným lidmi v období před neolitem. První obyvatelé lovili trpasličí hrochy, trpasličí slony a další zvířata, jejichž fosilie byly objeveny v této oblasti. Oblast byla obývána ve všech následujících obdobích (helénistickém, římském a byzantském).
O klášteru se zmiňovali cestovatelé již v 15. století, ale teprve dominikán Felix Fabri, který cestoval po Kypru v letech 1480 a 1483, popsal klášter svatého Mikuláše, kde mniši chovali kočky, aby je chránili před okolními hady. V 16. století psal Stefano Lusignan o legendě, podle níž Svatá Helena při svém pobytu na Kypru navštívila klášter, který obývali jedovatí hadi. Z Egypta či Palestiny dala dovézt stovky koček na místo, kde přistála se svou lodí na poloostrově Akrotiri. Guvernér Kalokeros poté založil klášter, ve kterém se prý kočky usadily dodatečně. Popis kláštera s obrázkem vydal i český poutník Kryštof Harant ve své "Cestě do Svaté země" z roku 1608.
V roce 1960 zřídila Velká Británie v oblasti vojenské základny vesnici Akrotiri jako součást dohod z Curychu a Londýna, kterými Kypr získal nezávislost. Podle dohody byli vesničané odškodněni Spojeným královstvím a opustili vesnici. Měli však právo v oblasti žít 28 dní v roce, aby mohli obdělat pole. Obyvatelé dostali odškodnění a opustili vesnici. S využitím 28 denního práva zůstat tam se vrátili, ale opustili své nové domovy navzdory snahám britské armády. V roce 1995 britská základna oficiálně uznala vesnici.

### Architektura
Části dnešního kostela se datují do 16. století, do doby pánů z Lusignan, zejména dveře s podloubím na severní straně budovy.

## Infrastruktura
Na východě vesnice se nachází přístav Akrotiri.

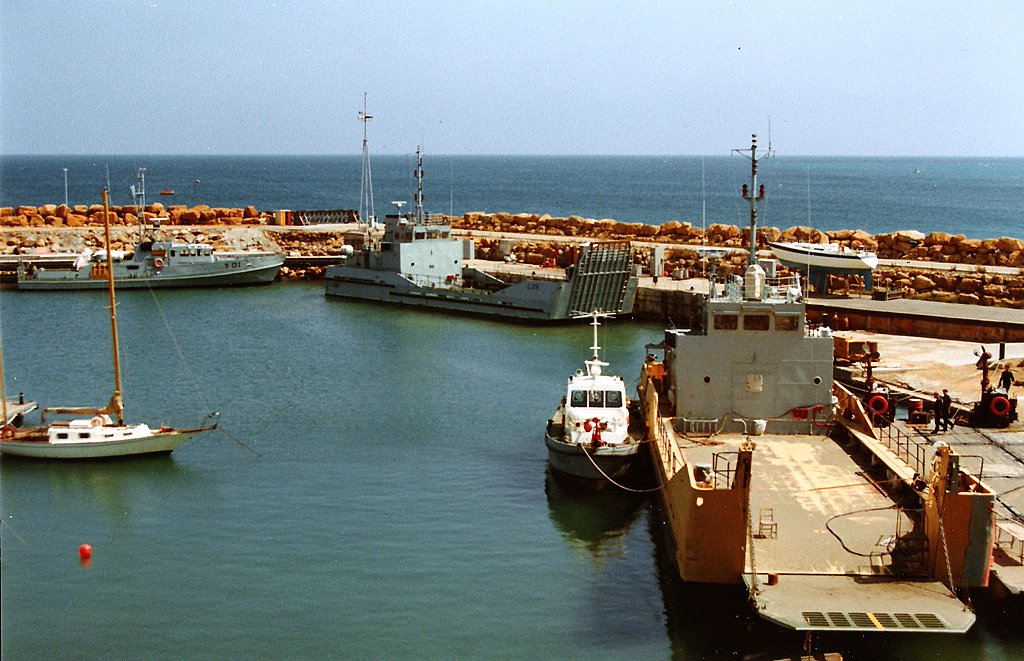
Přístav, 1985
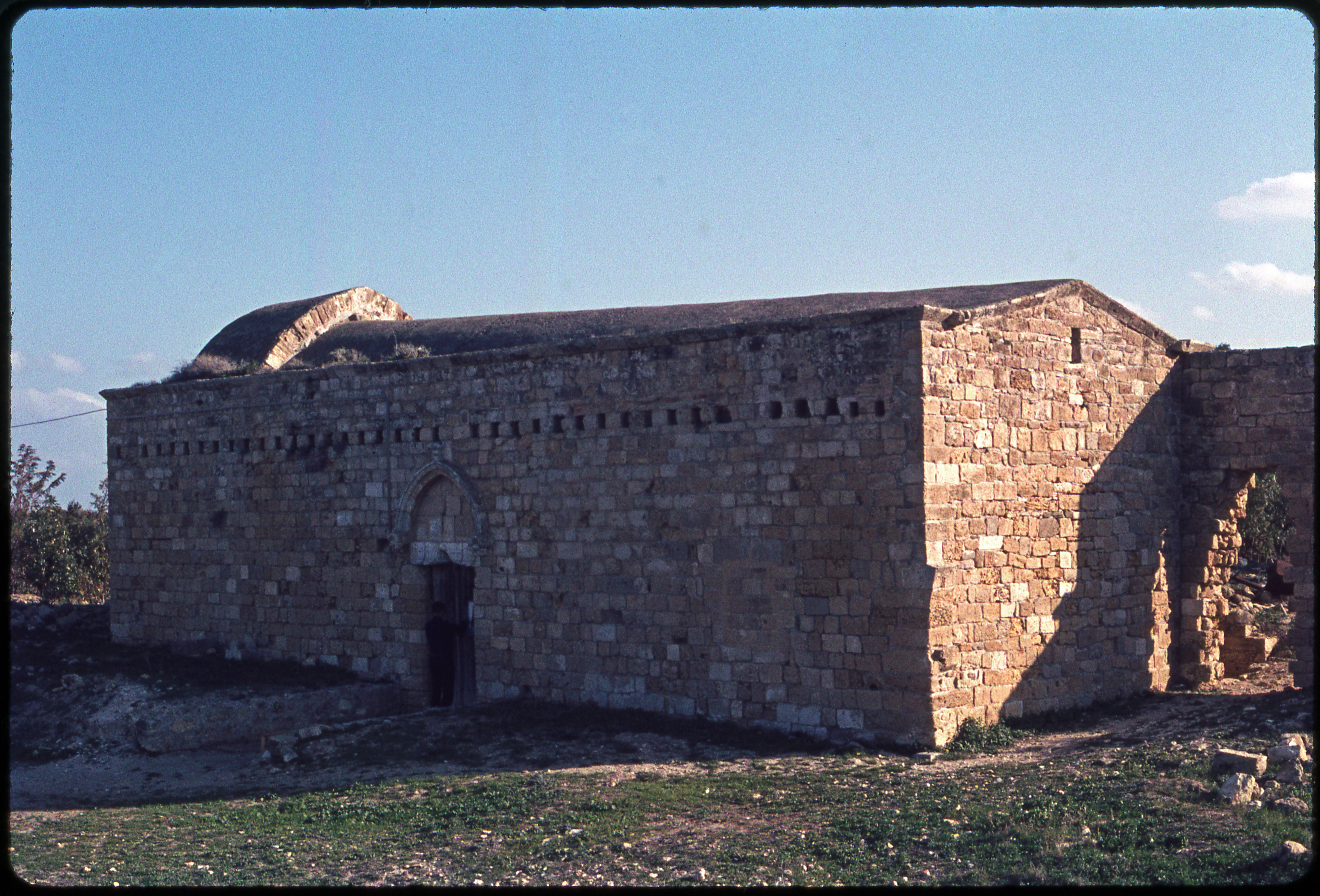
Klášterní kostel, 1973
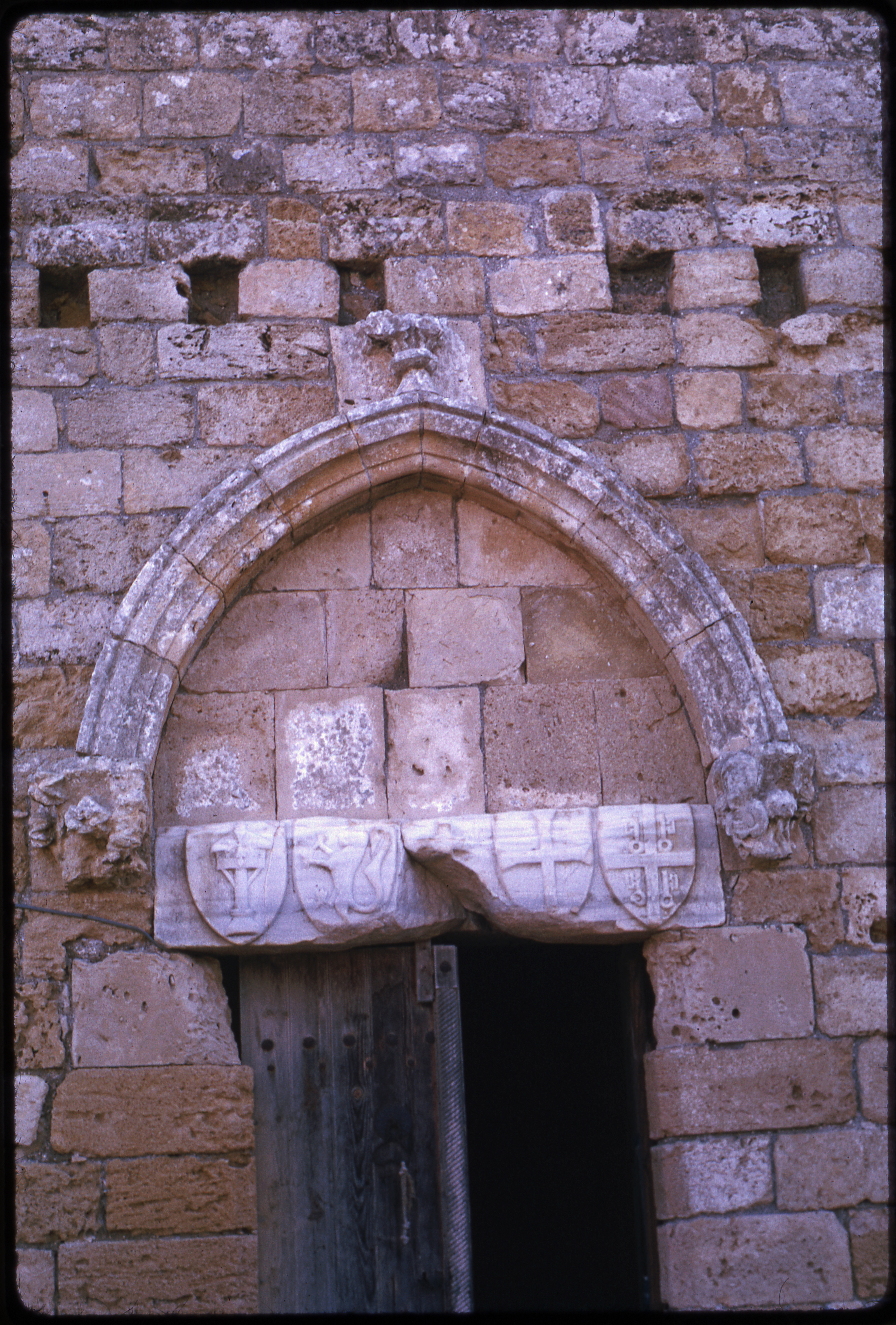
Klášter, 1973
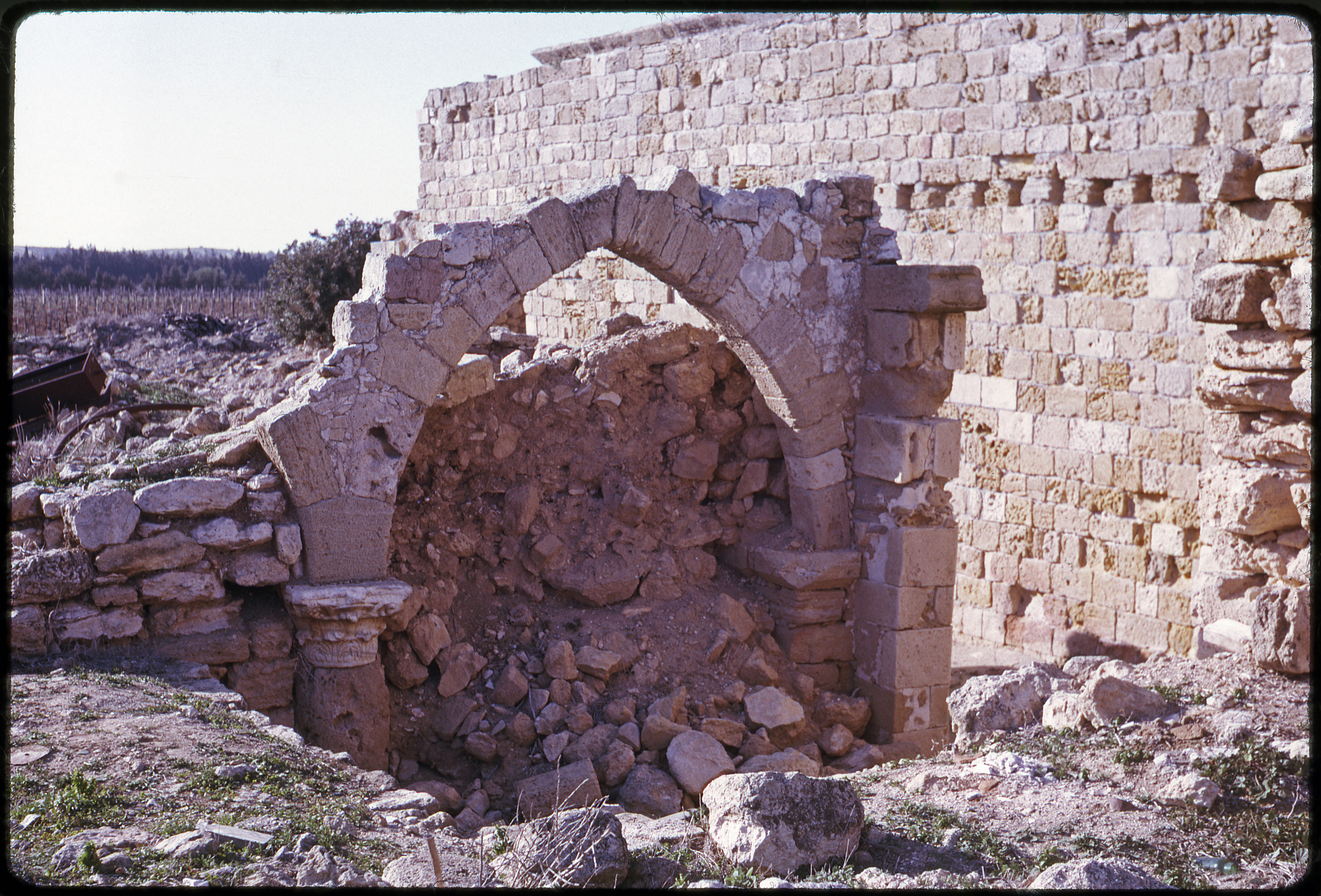
Klášter, 1973
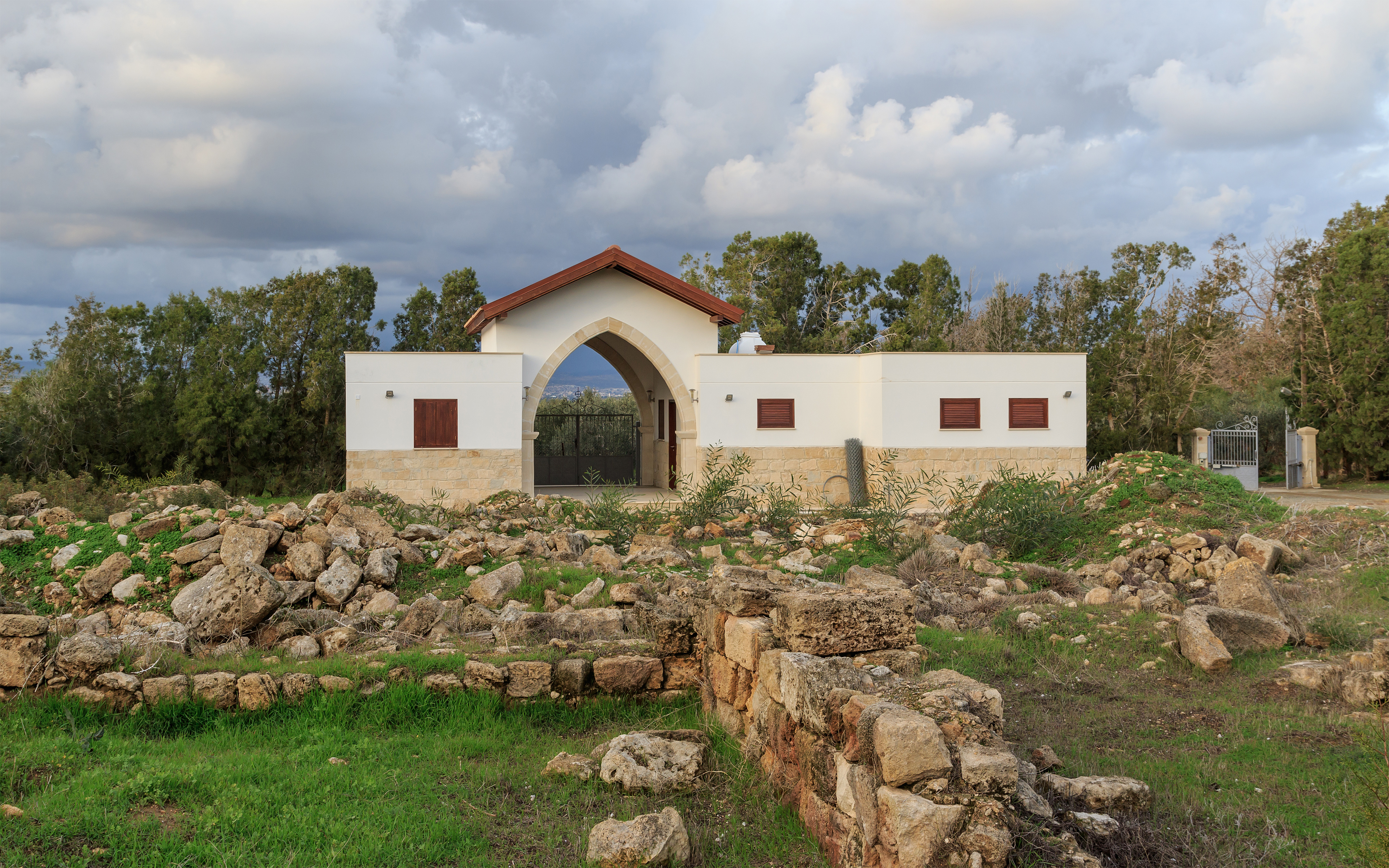
Brána kláštera, 2017
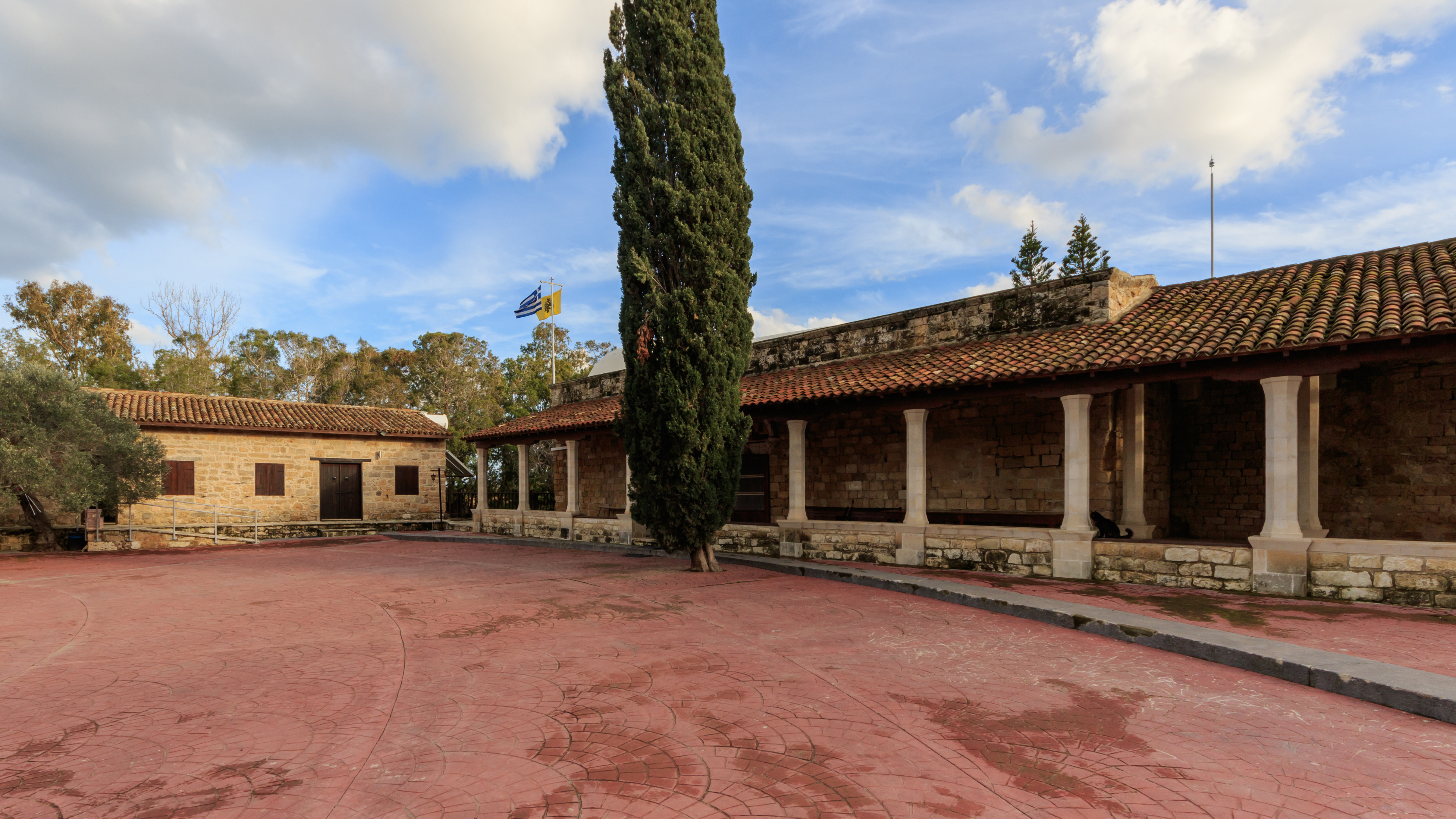
Klášterní obchod a klášterní galerie, 2017
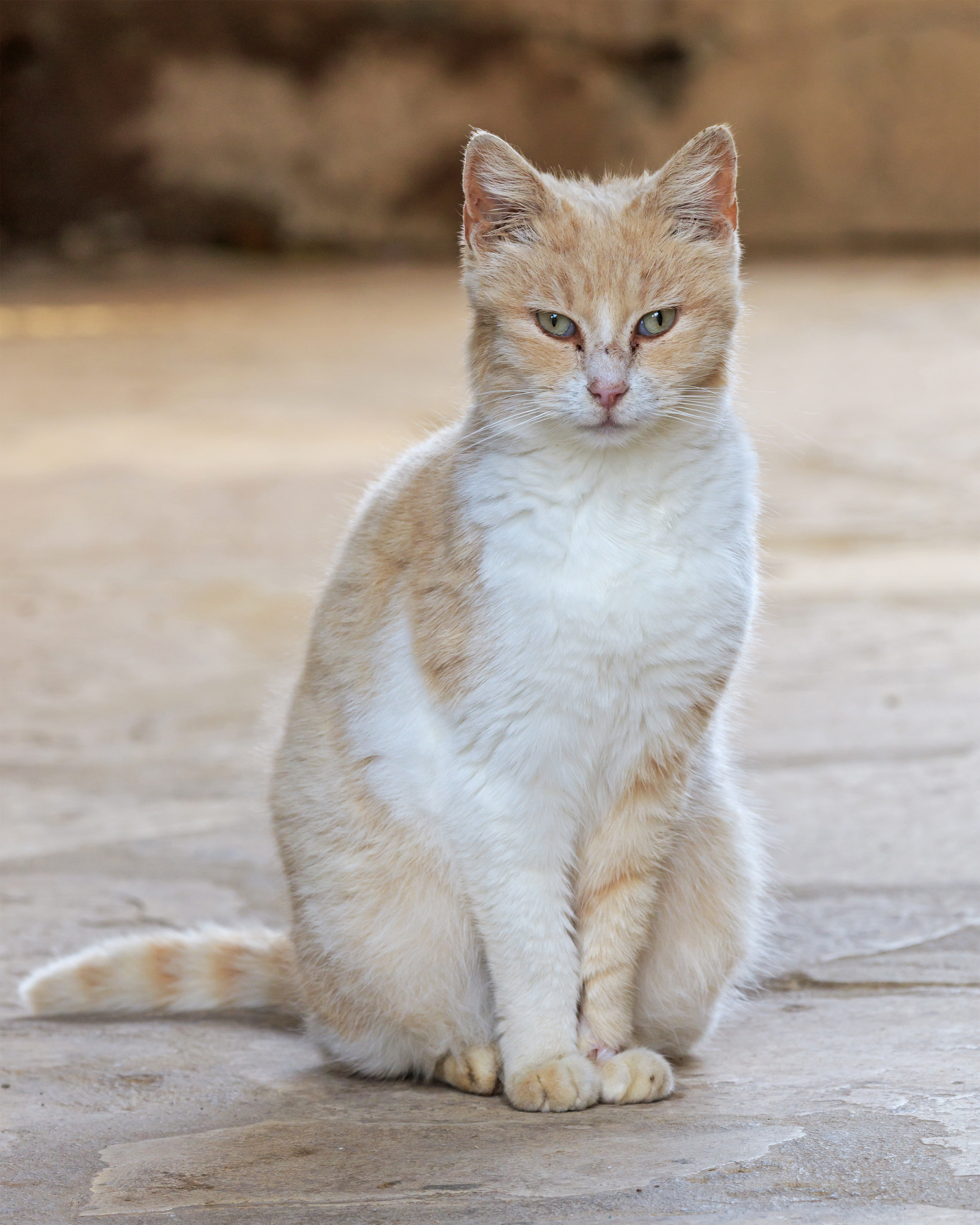
2017